# Castle Crashers
Castle Crashers — відеогра жанру Beat 'em up, розроблена незалежною американською студією The Behemoth, видавцем виступила компанія Microsoft Studios.

## Сюжет
Дія гри відбувається у вигаданому середньовічному світі. Від одного до чотирьох лицарів (залежно від кількості гравців) беруть участь у вечірці в замку короля. У цей час темний чаклун викрадає містичний королівський дорогоцінний камінь і захоплює чотирьох принцес. Король відправляє лицарів повернути камінь, врятувати принцес і вчинити правосуддя над чаклуном.

## Ігровий процес
Castle Crashers є грою в жанрі action-adventure з ізометричною графікою. Гравець бере на себе роль одного з лицарів, якому потрібно зупинити злого чаклуна. На допомогу герою дається багатий вибір зброї, а також багато магічних заклинань. При проходженні гри кількість використовуваних предметів і заклинань збільшується разом з міццю орд противника. Всього в грі 25 видів заклинань і 79 видів зброї. Коли лицар б'є ворогів, він отримує очки досвіду, що поліпшують його рівень. Перехід на новий рівень дає спеціальні бали, які гравець може розподіляти між чотирма характеристиками: сила, магія, захист і спритність. Отримання першого рівня дає гравцеві два таких бали. Отримання наступних рівнів буде приносити всього по одному очку.
У звичайній грі після перемоги над будь-яким босом, у якого в полоні знаходиться принцеса, буде битва за "поцілунок принцеси" між гравцями, в зв'язку з чим рекомендується зберегти якомога більше здоров'я до кінця бою (загиблі не воскрешаються), якщо ви граєте не одні.

## Персонажі
Спочатку для гри доступно четверо лицарів: зелений (володіє елементом отрути), червоний (володіє елементом блискавки), Синій (володіє елементом льоду) і помаранчевий (володіє елементом вогню); а також (при наявності DLC) Рожевий (володіє елементом любові), фіолетовий (елемента немає) і Хетті Хеттінгтон (елемент гроші), що б його отримати необхідно купити гру від тих же розробників BattleBlock Theater. Всього в грі 31 ігровий персонаж.
У грі є літаючі тварини які: допомагають битися з противниками, дають бонуси або лікують гравця. 
| Персонажі           | як отримати                        | Персонажі         | як отримати                    | Персонажі              | як отримати                   |
| ------------------- | ---------------------------------- | ----------------- | ------------------------------ | ---------------------- | ----------------------------- |
| Зелений Лицарь      | Є на старті                        | Фіолетовий Лицарь | Blacksmith Pack DLC            | Брут                   | Пройти гру за Іскімоса        |
| Червоний Лицарь     | Є на старті                        | Хетті Хеттінгтон  | Якщо є гра BattleBlock Theater | Цивільний              | Пройти гру за Селянина        |
| Синій Лицарь        | Є на старті                        | Чужий             | Якщо є гра Alien Hominid       | Conehead               | Пройти Вулкан Арену           |
| Помаранчевий Лицарь | Є на старті                        | Варвар            | Пройти Арену Короля            | Культ мініон           | Necromantic Pack DLC          |
| Рожевий Лицарь      | Pink Knight Pack DLC               | Ведмідь           | Пройти гру за скелета          | Фехтувальник           | Пройти гру за Індустріаліст   |
| Скелет              | Пройти гру за Червоного Лицаря     | Змія              | Пройти гру за Злодія           | Пічне обличчя          | Пройти гру за Сірого Лицаря   |
| Некромант           | Necromantic Pack DLC               | Ніндзя            | Пройти гру за Вогняного Демона | Селянин                | Пройти Сільську Арену         |
| Сарацен             | Пройти гру за Королівську Гвардію  | Сірий лицар       | Одолати першого босса          | Сірий лицар без шолома | King Pack DLC                 |
| Вогняний демон      | Пройти гру за Помаранчевого Лицаря | Іскімос           | Пройти Лідяну Арену            | Індустріаліст          | Пройти гру за Синього Лицаря  |
| Король              | King Pack DLC                      | Злодій            | Пройти Арену Злодіїв           | Королівська гвардія    | Пройти гру за Зеленого Лицаря |
| Бджоляр-вбивця      | Пройти гру за Варвара              |                   |                                |                        |                               |

## Режими гри
У грі є 3 режими (Сюжет, Арена і «Варвар, вийди геть»), в кожен можна грати або одному, або з іншими людьми (4 гравці максимум).
- Сюжет — у сюжеті лицарям потрібно врятувати всіх чотирьох принцес і повернути містичний королівський дорогоцінний камінь, але щоб це зробити потрібно пройти складні випробування, перемогти босів і міні босів, а після перемоги над всіма босами треба буде перемогти темного чаклуна.
- Арена — на арені є чотири режими: битися і стеляться один з одним за перемогу, викопувати коштовності та битися з орками.
- «Варвар, вийди геть» — ви з'являєтеся на квадратній карті побудованій із кліток по якім можна ходити, але щоб ходити вам потрібно натискати не WASD, а ті самі клавіші тільки весь час у різному порядку, на карті є декілька орків які так само ходять по карті, тільки вони йдуть за вами, з часом їх стає все більше і більше.

## Випуск гри
Гру було анонсовано 14 липня 2005 року на Comic-Con International під назвою Ye Olde Side-Scroller. Гра була випущена 27 серпня 2008 року в сервісі Xbox Live Arcade.  23 липня 2009 року The Behemoth оголосили, що Castle Crashers буде випущена і на PlayStation Network. Гра була випущена на PlayStation 3 у Північній Америці 31 серпня 2010 року, а в Європі - 3 листопада 2010 року. Версія Microsoft Windows була оголошена 16 серпня 2012 року, ексклюзивна для Steam.

## Розробка гри
Стиль гри був намальований головним дизайнером The Behemoth Деном Паладіном. Коли команда створювала гру, стиль Паладіна використовувалося як шаблон остаточної гри. Програміст Том Фулп допомагав у розробці гри, створюючи деяких тварин для героїв у самій грі, намальованих Паладіном. Значну частину музики для гри створили користувачі Newgrounds, а The Behemoth найняв двадцять осіб для створення своїх треків. Паладін створив два треки для гри. Саундтрек гри став доступний безкоштовно 1 вересня 2008 року на вебсайті Newgrounds.

## Додатковий контент
| Контент          | Дата випуску       | Початкова ціна | Сьогоднішня ціна | Що додає                              | Платформа                | Як отримати                                                                          |
| ---------------- | ------------------ | -------------- | ---------------- | ------------------------------------- | ------------------------ | ------------------------------------------------------------------------------------ |
| King Pack        | 14 січня 2009      | 4,99 дол. США  | 1,99 дол. США    | 2 персонажа, 2 види зброї і 1 тварину | Всі на яких є гра        | Купити                                                                               |
| Necromantic Pack | 26 серпня 2009     | 1,99 дол. США  | 1,99 дол. США    | 2 персонажа, 2 види зброї і 1 тварину | єксклюзивно для Xbox 360 | Купити                                                                               |
| Alien Hominid    | -                  | -              | -                | 1 персонажа                           | Xbox 360 і PlayStation 3 | Додається якщо є гра Alien Hominid HD на Xbox 360 або Alien Hominid на PlayStation 2 |
| Pink Knight Pack | 2 лютого 2011 року | -              | -                | 1 персонажа і 5 видів зброї           | Xbox Live                | розблокувати у грі Super Meat Boy на Xbox Live                                       |
| Blacksmith Pack  | -                  | 1,99 дол. США  | 1,99 дол. США    | 1 персонажа і 6 видів зброї           | Всі на яких є гра        | Купити                                                                               |
| Hatty Hattington | -                  | -              | -                | 1 персонажа і 1 вид зброї             | Всі на яких є гра        | Додається якщо є гра BattleBlock Theater                                             |

## Критика

### Steam
У Steam гра оцінюється на 10 з 10. Усього більше 47.000 відгуків.  Більшість з них позитивні.

### Metacritic
На сайті Metacritic люди оцінили гру на 7.7 з 10.